# Enzo Barrenechea
Enzo Alan Tomás Barrenechea (ur. 22 maja 2001 w Villa María) – argentyński piłkarz, występujący na pozycji defensywnego pomocnika w hiszpańskim klubie Valencia CF.

## Kariera klubowa
Wychowanek klubów Newell’s Old Boys i FC Sion. Karierę piłkarską rozpoczął w sezonie 2019/20 roku w drugiej drużynie FC Sion. Zimą 2020 przeniósł się do Juventusu U-23. 28 lutego 2023 zadebiutował w podstawowym składzie Juventusu przeciwko Torino. 15 sierpnia 2023 roku został wypożyczony do Frosinone.